# Kauno sporto halė
Kauno sporto halė (Kaunaška športska dvorana) je najveća dvorana u Kaunasu u Litvi.
Kapaciteta je 4350 gledatelja.
Po protegama je 62,8 metara u duljinu i 61 metar u širinu.
U njoj svoje domaće utakmice igra sudionik košarkaške Eurolige i LKL-a, "Žalgiris". 
Općenito, ova dvorana je mjestom održavanja košarkaških utakmice i glazbenih koncerata.

## Zemljopisni položaj
Nalazi se na 54°53'46" sjeverne zemljopisne širine i 23°56'09" istočne zemljopisne dužine.
Temelji su bili postavljeni 1938. godine.

Gradnja je dovršena pred košarkaško EP 1939. 
Sve čelične konstrukcije su bile dovršene do stravnja 1939., a zidarski radovi 10. svibnja iste godine. 
Po stanju od prosinca 2005., u tijeku je bila manja dogradnja na objektu, odnosno dodavanje 525 sjedište uokrug dvorane, čime će se povećao kapacitet na 5 tisuća.
Do 2009. bi trebalo ispuniti euroligaške kriterije, koji će biti ispunjeni tek kada bude mogla primiti 10 tisuća gledatelja.
Planovi za igradnju veće i suvremenije dvorane kao što je Siemens Arena u Vilniusu bi trebali postati zbiljom nešto prije 2011. godine, kada će Litva biti domaćinom košarkaškog europskog prvenstva. 
Dotad, ova dvorana ostaje upamćena kao dvorana gdje je litvanska košarkaška izabrana vrsta osvojila svoje drugo zlatno odličje.